# Ralph Ogden
Ralph A. Ogden (* 25. Januar 1948 in San José, Kalifornien) ist ein ehemaliger US-amerikanischer Basketballspieler. Er spielte in der Regel auf den Positionen Forward (in den USA) und Power Forward (in Deutschland). Er gilt als der erste ehemalige Profispieler der National Basketball Association, der in der Basketball-Bundesliga spielte. In Deutschland spielte er für den VfL Osnabrück, RuWa Dellwig und den Oldenburger TB. Für Oldenburg war er nach seiner aktiven Spielerkarriere noch als Trainer tätig und feierte zahlreiche deutsche Meisterschaften im Maxi-Basketball.

## Karriere

### Kindheit und Ausbildung
Ralph Ogden wurde in San José im Bundesstaat Kalifornien als Sohn des Weltkriegveterans Carlos Ogden geboren. Er ist Absolvent der Abraham Lincoln High School in San José. Dort begann er auch mit dem Basketballsport. Schon auf der High School galt er als guter Spieler und wurde 1965 und 1966 als All-CCS- und All-Northern California-Spieler geehrt.
Als College-Basketballer spielte er zusammen mit seinem zwei Jahre älteren Bruder Bud Ogden für die Santa Clara University in Kalifornien. Unter Headcoach Dick Garibaldi und Assistant Coach Carroll William bildeten die beiden Brüder und der Center Dennis Awtrey den stärksten und erfolgreichsten Frontcourt der Santa Clara Broncos im zwanzigsten Jahrhundert. In den beiden Jahren 1968 und 1969, als die Brüder zusammen auf dem College spielten, gewannen die Broncos jeweils die Pacific-8 Conference und erreichten das Finale der NCAA Division I Basketball Championship. In beiden Jahren unterlagen die Santa Clara Broncos jedoch dem Team der UCLA Bruins, die von Lew Alcindor geführt wurden, der später als Kareem Abdul-Jabbar die NBA beherrschen sollte. Auch in seinem letzten College-Jahr, nun ohne seinen Bruder, erreichte Ralph Ogden das Endturnier der NCAA; wo sein Team jedoch im Halbfinale der Regionalausscheidung gegen die Utah State University unterlag. Insgesamt erzielte Ogden 1.280 Punkte in seiner Zeit bei den Broncos.

### Als Basketballer in den USA
Ralph Ogden wurde im März 1970 beim NBA-Draft 1970 in der vierten Runde als Pick 53 von den San Francisco Warriors ausgewählt. Er und Dennis Wade Awtrey (Pick 36, Philadelphia 76ers) waren die beiden einzigen Spieler der Santa Clara Broncos in jenem Draft. Ogden war der achte Spieler der Santa Clara University, dem es gelang, mit einem Club einer professionellen US-Liga einen Vertrag zu schließen. Ralph folgte seinem älteren Bruder in die NBA, der dort bereits seit 1969 für Philadelphia spielte.
Die Warriors spielten in der Pacific Division der Western Conference der National Basketball Association. Sein Debüt in der NBA gab Ralph Ogden als 23-jähriger Spieler am 16. Oktober 1970 in der Oakland-Alamenda Country Coliseum Arena. Er spielte in der NBA für die San Francisco Warriors mit der Trikotnummer 22. Bei den Warriors spielte er mit zwei späteren Mitgliedern der Naismith Memorial Basketball Hall of Fame zusammen, mit Jerry Lucas, als jüngster Spieler und informeller Mannschaftsführer Goldmedaillengewinner bei den Olympischen Sommerspielen 1960, und Nathaniel Thurmond. Unter Headcoach Al Attles gelang 1971 der Einzug in die Play-offs, wo das Team jedoch bereits in der ersten Runde dem späteren Champion Milwaukee Bucks unterlag. Ogden spielte in insgesamt 32 Partien knapp 5 Minuten pro Spiel und erzielte dabei im Schnitt 1,3 Punkte. Am Ende der Saison wurde sein Vertrag aufgelöst. Nachdem er ein Jahr ohne Engagement geblieben war, wurde er 1971 vom VfL Osnabrück rekrutiert.

### Basketball-Bundesliga
Ralph Ogden kam zur Spielzeit 1972/73 zum VfL Osnabrück, Anfang der 1970er Jahre noch ein Team der Spitzengruppe in der Bundesliga des DBB, um als Profi zu spielen. Da die Liga zu dieser Zeit noch eine Amateurliga war, musste er sich einen Beruf neben dem Sport suchen. Das VfL-Erfolgsteam zeichnete sich im Jahr des Deutschen Meisterschaft 1969 noch dadurch aus, dass im elfköpfigen Meister Team sieben Spieler mit einer Größe von mehr als 1,90 Meter spielten. Als Ralph Ogden in die Friedensstadt Osnabrück kam, wurde mit seiner Verpflichtung als Power Forward weiter angestrebt, die Lücke zu schließen, die durch den Abgang einiger Leistungsträger entstanden war. In dieser Saison standen nur noch fünf Spieler des Deutschen Meisters 1969 und Finalisten des DBB-Pokalendspiels 1969 im Team: Helmut Uhlig, Klaus Weinand, Ingbert Koppermann, Eckhard Meyer und Harald Rupp. In der ersten Spielzeit von Ralph Ogden schafften es die VfL-Basketballern, in die Gruppe 1 der Bundesligaendrunde zu gelangen. Dem Team gelang es jedoch nicht, an die im 1960er Jahrzehnt erspielten großen Erfolge anzuknüpfen.
Nachdem das Präsidium des VfL Osnabrück, unter Vorsitz des Unternehmers Hartwig Piepenbrock, entschieden hatte, den Erstligabasketballern des Vereins es nicht mehr zu ermöglichen, weiter in der Ersten Bundesliga zu spielen (das Budget der VfL-Basketballer lag im mittleren fünfstelligen DM-Bereich), wechselte Ralph Ogden mit einigen anderen Osnabrücker Bundesligaspielern zum Aufsteiger RuWa Dellwig aus Essen. Dieser Basketballclub konnte noch Ende der Bundesligarunde 1974/75 in die Gruppe eins der Bundesligaendrunde einziehen, um anschließend die Saison 1975/76 auf Rang zehn der Abschlusstabelle zu beenden. Dies war gleichbedeutend mit dem Abstieg, nach dem sich der Verein auflöste.

### Oldenburger TB
Zur Spielzeit 1976/1977 wechselte Ralph Ogden, vor allem aus Gründen seiner persönlichen Lebensplanung, nach Oldenburg: Er hatte zuvor bei einem Turnier in Westerstede seine spätere Ehefrau kennen gelernt, die Schwester des Oldenburger Basketballers Wolfgang Schmidt. Zum damaligen Basketball-Oberligisten – der Oldenburger TB war 1971 aus der Ersten Bundesliga abgestiegen – wurde der Bundesligaspieler vom damaligen Abteilungsleiter des TB Gerold Lange, dem späteren Geschäftsführer und Ehrenpräsidenten der EWE Baskets Oldenburg, geholt. Gerold Lange war es, der dem damaligen Basketball-Profi den Einstieg in eine berufliche Tätigkeit mit vernünftiger Perspektive ermöglichte. Ralph Ogden war der erste US-Spieler, der für den OTB auf das Parkett ging. Mit dem Zugang von Ralph Ogden wurde die Periode der Erfolglosigkeit des OTB beendet. Es gelang dem OTB in der Folge von der Oberliga, über die Regionalliga, der Aufstieg in die 2. Bundesliga-Nord. Dem Team um Ralph Ogden gelang es, sich in der Gruppe der leistungsstärksten Teams der zweiten Bundesliga zu etablieren.

## Nach der aktiven Karriere
1985 wurde Ogden Trainer der Oldenburger. Es gelang ihm, die Mannschaft in die Basketball-Bundesliga zu führen. Am Ende der Spielzeit 1985/86 konnte die Rückkehr in die Zweite Bundesliga nicht verhindert werden. 1987 gelang der erneute Aufstieg der Mannschaft, doch stieg man 1988 erneut ab. Als die Mannschaft in der Abstiegsrunde der 2. Bundesliga 1990 nahezu abgestiegen ist, verließ Ogden den Verein. In der Folge war er Trainer bei Wolfenbüttel und kurzzeitig Geschäftsführer bei Brandt Hagen. Er kehrte auch nochmal in die Trainerposition bei Oldenburg zurück, wurde zu Beginn der Saison 1996/97 jedoch entlassen.
Als Maxi-Basketballer konnte Ogden mit seinen Teams in Deutschland, MTV Wolfenbüttel (drei Mal) und Oldenburger TB, insgesamt neunzehnmal den Siegerpokal des DBB in einem Altersklassenturnier der deutschen Freizeitbasketballer gewinnen. Im Jahr 1990 erreichte Ralph Ogden in Prag (Tschechien) bei einem Turnier der argentinischen Sportevent-Veranstaltungsorganisation FIMBA mit einer unter „deutscher Flagge“ startenden internationalen Ü-60-Spielerauswahl, zu der auch Ogdens Bruder „Bud“ Ogden (USA) gehörte, im Finale gegen die Vereinigten Staaten Rang zwei.
Ende Juni 2012 hat Ralph Ogden Oldenburg verlassen, nachdem er vierzig Jahre seinen Lebensmittelpunkt in Deutschland hatte. Er kehrte nach Kalifornien zurück, um dort in Camino, im El Dorado County, zu leben.

## Erfolge

### Santa Clara Broncos
- 1968/69: All-West Coast Conference Second Team[15]
- 1969/70: All-West Coast Conference First Team
- 1.280 erzielte Punkte (Platz 17 in Broncos Historie)
- Punkteschnitt von 15,8 (Platz 7 in Broncos Historie)
- 425 Punkte in Saison 1968/69 (Platz 9 in Broncos Historie)
- 590 Punkte in Saison 1969/70 (Platz 2 in Broncos Historie)

### Ehrungen
Infolge seiner Trainertätigkeit und besonders als sehr engagierter Maxi-Basketballer wurde Ralph Ogden von den Oberbürgermeistern der Stadt Oldenburg im Rahmen der Ehrung der erfolgreichen Sportler eines Jahres immer wieder ausgezeichnet und geehrt.
Für sein „Lebenswerk“ als Basketballer wurde im November 2007 Ralph Ogden, zusammen mit seinem älteren Bruder Carlos „Bud“ Ogden in die Hall of Fame von San José, seine Heimatstadt, aufgenommen. Die Bronzemasken der „Basketball-Brüder“ werden, unter anderem neben der von Mark Spitz, dem siebenfachen Goldmedaillengewinner der Olympischen Sommerspiele 1972 in München und neben den Bronzemasken weiterer sehr erfolgreicher Sportler auf Dauer in der Ruhmeshalle der Stadt Jan José ausgestellt.
Weiter ist Ralph Ogden für seine Leistungen und Verdienste als ehemaliger College-Basketballer Mitglied der Santa Clara Athletic Hall of Fame seiner Universität, der Santa Clara University, eine private, katholische Universität beziehungsweise Jesuitenhochschulen. Ebenso sein Bruder Carlos „Bud“ Ogden.